# Дебика (Хунедоара)
Дебика (рум. Dăbâca) — село у повіті Хунедоара в Румунії. Входить до складу комуни Топліца.
Село розташоване на відстані 295 км на північний захід від Бухареста, 27 км на південний захід від Деви, 140 км на південний захід від Клуж-Напоки, 118 км на схід від Тімішоари.

## Населення
За даними перепису населення 2002 року у селі проживали 188 осіб, усі — румуни. Усі жителі села рідною мовою назвали румунську.